# لاري فالون
لاري فالون (بالإنجليزية: Larry Fallon)‏ هو منتج أسطوانات وملحن أمريكي، ولد في 1937، وتوفي في 2 يونيو 2005 في هوبوكين في الولايات المتحدة.

## وصلات خارجية
- لاري فالون على موقع IMDb (الإنجليزية)
- لاري فالون على موقع ميوزك برينز (الإنجليزية)
- لاري فالون على موقع قاعدة بيانات برودواي على الإنترنت (الإنجليزية)